# Gran Premio motociclistico del Belgio 1958
Il Gran Premio motociclistico del Belgio fu il terzo appuntamento del motomondiale 1958.
Si svolse il 6 luglio 1958 sul circuito di Spa-Francorchamps. Erano in programma tutte le classi tranne la 250.
Prima gara della giornata quella della 125, nella quale Alberto Gandossi portò la Ducati alla sua prima vittoria iridata.
Seguì la 350, dove i "due John" (Surtees e Hartle)  fecero gara tra di loro.
Terza gara in programma quella dei sidecar, dove Walter Schneider ebbe la meglio su Florian Camathias.
Chiuse la 500, con la terza vittoria stagionale di Surtees.

## Classe 500

### Arrivati al traguardo
| Pos. | Pilota            | Moto      | Tempo        | Punti |
| ---- | ----------------- | --------- | ------------ | ----- |
| 1    | John Surtees      | MV Agusta | 1h 08' 22" 6 | 8     |
| 2    | Keith Campbell    | Norton    | +45" 9       | 6     |
| 3    | John Hartle       | MV Agusta | +1' 01" 6    | 4     |
| 4    | Geoff Duke        | BMW       | +1' 02" 8    | 3     |
| 5    | Dickie Dale       | BMW       | +1' 03" 6    | 2     |
| 6    | Bob Anderson      | Norton    | +1' 03" 8    | 1     |
| 7    | Alan Trow         | Norton    | +1' 56" 5    |       |
| 8    | Jack Brett        | Norton    | +1' 56" 9    |       |
| 9    | Geoff Tanner      | Norton    | +2' 25" 7    |       |
| 10   | Noel McCutcheon   | Norton    | +2' 30" 5    |       |
| 11   | John Hempleman    | Norton    | +3' 19" 9    |       |
| 12   | John Anderson     | Norton    | +3' 54" 6    |       |
| 13   | George Catlin     | Norton    | +1 giro      |       |
| 14   | Raymond Bogaerdt  | Norton    | +1 giro      |       |
| 15   | Jean-Pierre Bayle | Norton    | +1 giro      |       |
| 16   | Bob Brown         | Norton    | +1 giro      |       |

### Ritirati
| Pilota       | Moto | Motivo ritiro |
| ------------ | ---- | ------------- |
| Ernst Hiller | BMW  | caduta        |

## Classe 350
29 piloti alla partenza.

### Arrivati al traguardo
| Pos. | Pilota            | Moto       | Tempo     | Punti |
| ---- | ----------------- | ---------- | --------- | ----- |
| 1    | John Surtees      | MV Agusta  | 52' 20" 3 | 8     |
| 2    | John Hartle       | MV Agusta  | +14" 1    | 6     |
| 3    | Keith Campbell    | Norton     | +1' 23" 5 | 4     |
| 4    | Derek Minter      | Norton     | +1' 23" 7 | 3     |
| 5    | Geoff Duke        | Norton     | +1' 24" 1 | 2     |
| 6    | Dave Chadwick     | Norton     | +1' 24" 6 | 1     |
| 7    | Luigi Taveri      | Norton     | +1' 57" 7 |       |
| 8    | Jack Brett        | Norton     | +1' 57" 7 |       |
| 9    | John Hempleman    | Norton     | +2' 18" 5 |       |
| 10   | Dickie Dale       | Norton     | +2' 33"   |       |
| 11   | Geoff Tanner      | Norton     | +2' 36" 2 |       |
| 12   | František Šťastný | Jawa       | +2' 59" 8 |       |
| 13   | Bob Brown         | AJS        | +3' 00" 9 |       |
| 14   | Alano Montanari   | Moto Guzzi | +3' 52" 1 |       |
| 15   | Paddy Driver      | Norton     | +4' 22" 2 |       |
| 16   | Jim Redman        | Norton     | +4' 22" 3 |       |
| 17   | Kada              | Jawa       | +4' 36" 6 |       |
| 18   | Noel McCutcheon   | AJS        | +5' 06" 4 |       |

## Classe 125
10 piloti alla partenza, 8 al traguardo.

### Arrivati al traguardo
| Pos. | Pilota              | Moto       | Tempo     | Punti |
| ---- | ------------------- | ---------- | --------- | ----- |
| 1    | Alberto Gandossi    | Ducati     | 42' 52" 4 | 8     |
| 2    | Romolo Ferri        | Ducati     | +4" 7     | 6     |
| 3    | Tarquinio Provini   | MV Agusta  | +8" 4     | 4     |
| 4    | Dave Chadwick       | Ducati     | +36" 1    | 3     |
| 5    | Carlo Ubbiali       | MV Agusta  | +1' 12" 8 | 2     |
| 6    | Luigi Taveri        | Ducati     | +1' 36" 3 | 1     |
| 7    | Horst Fügner        | MZ         | +2' 14" 6 |       |
| 8    | Hubert Luttenberger | FB Mondial | +1 giro   |       |

### Ritirati
| Pilota         | Moto       | Motivo ritiro |
| -------------- | ---------- | ------------- |
| Ernst Degner   | MZ         |               |
| Arthur Wheeler | FB Mondial |               |

## Classe sidecar
17 equipaggi alla partenza.

### Arrivati al traguardo
| Pos | Pilota            | Passeggero     | Moto   | Tempo     | Punti |
| --- | ----------------- | -------------- | ------ | --------- | ----- |
| 1   | Walter Schneider  | Hans Strauß    | BMW    | 40' 48" 5 | 8     |
| 2   | Florian Camathias | Hilmar Cecco   | BMW    | +1" 6     | 6     |
| 3   | Helmut Fath       | Fritz Rudolf   | BMW    | +1' 45" 3 | 4     |
| 4   | Cyril Smith       | Eric Bliss     | Norton | +2' 11" 7 | 3     |
| 5   | Jackie Beeton     | Eddie Bulgin   | Norton | +2' 33" 5 | 2     |
| 6   | Loni Neußner      | Dieter Hess    | BMW    | +3' 17" 7 | 1     |
| 7   | Len Taylor        | n.d.           | Norton | +3' 27" 3 |       |
| 8   | Bill Boddice      | Bill Canning   | Norton | +5' 14" 2 |       |
| 9   | Fred Hanks        | Tony Partridge | Norton | +5' 30" 1 |       |
| 10  | Bošco Šnajder     | Josip Radenic  | BMW    | +5' 40" 8 |       |
| 11  | Marcel Beauvais   | n.d.           | Norton | +1 giro   |       |
| 12  | Baix              | n.d.           | Norton | +1 giro   |       |

## Fonti e bibliografia
- Corriere dello Sport, 7 luglio 1958, pag. 8.
- Risultati della 500 su autosport.com, su autosport.com.